# Ponor Bregi
Ponor Bregi este o arie protejată (sit de importanță comunitară — SCI) din Croația întinsă pe o suprafață de 136,81 ha, integral pe uscat.

## Localizare
Centrul sitului Ponor Bregi este situat la coordonatele 45°11′29″N 14°00′24″E / 45.191473°N 14.006626°E.

## Înființare
Situl Ponor Bregi a fost declarat sit de importanță comunitară în iulie 2013 pentru a proteja 1 specie de animale.

## Biodiversitate
Situată în ecoregiunea mediteraneană, aria protejată conține 1 habitat natural: Peșteri inaccesibile publicului.
La baza desemnării sitului se află o specie protejată de  amfibieni: proteu de peșteră (Proteus anguinus).